# Philomecynostomum lapillum
Philomecynostomum lapillum är en plattmaskart som beskrevs av Jürgen Dörjes 1968. Philomecynostomum lapillum ingår i släktet Philomecynostomum och familjen Mecynostomidae. Inga underarter finns listade i Catalogue of Life.